# Reh (Mbven)
Pour les articles homonymes, voir Reh (homonymie).
Reh est une localité du Cameroun située dans la région du Nord-Ouest et le département du Bui. Elle fait partie de la commune de Mbiame.

## Localisation
Le village de Reh est situé à environ 81 km de Bamenda, le chef-lieu de la Région du Nord-Ouest et à 264 km de Yaoundé la capitale du Cameroun. 

## Population
Lors du recensement de 2005, on y a dénombré 841 habitants dont 396 hommes et 445 femmes.

## Éducation
Il y a une école primaire Reh GS construite en 2003 et une école maternelle Reh GNS construite en 2008 .